# Kronodiplosis uichancoi
Kronodiplosis uichancoi är en tvåvingeart som beskrevs av Ephraim Porter Felt 1918. Kronodiplosis uichancoi ingår i släktet Kronodiplosis och familjen gallmyggor.
Artens utbredningsområde är Filippinerna. Inga underarter finns listade i Catalogue of Life.